# Serama

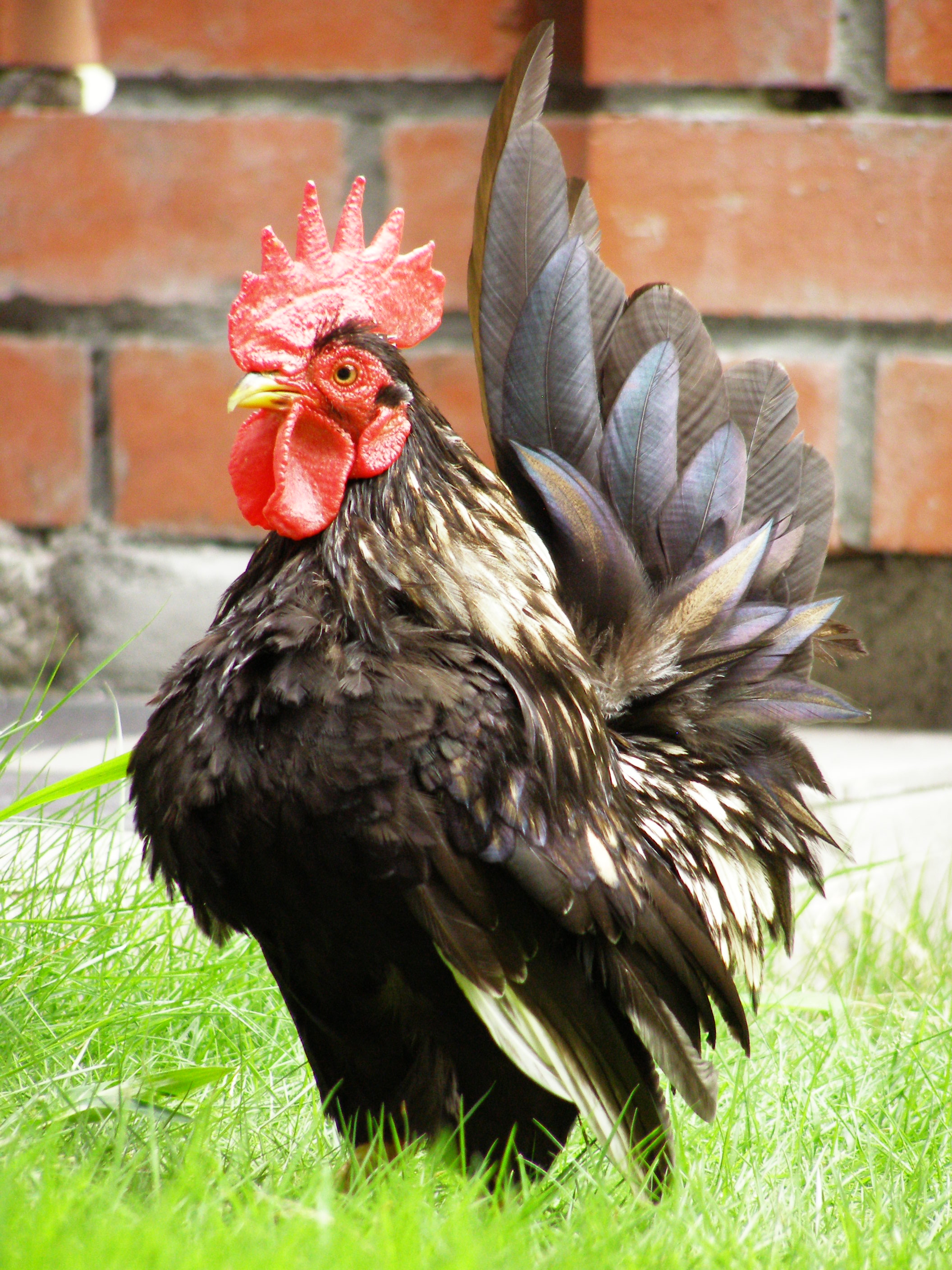
Mannelijke Serama

De Serama is een kippenras dat zijn oorsprong kent in Maleisië. Daar zou het ontstaan zijn uit het kruisen van Japanse en Maleisische krielen. Het ras is in Maleisië zeer populair.

## Geschiedenis
De eerste Serama’s buiten Maleisië werden door de Amerikaan Jerry Schexnayder uit Maleisië gehaald. Schexnayder importeerde rond het jaar 2000, in totaal 105 hennetjes en 35 haantjes naar de Verenigde Staten. In 2004 werd een heel deel geïmporteerd van Amerika en Maleisië naar het Verenigd Koninkrijk en in 2006 naar Nederland.

## Kenmerken

### Kleur en ei
Er wordt nagenoeg niet gefokt op kleur, men zegt dan ook dikwijls dat de eitjes toverballen zijn want je weet nooit welke kleur er gaat uitkomen. Wel kan men fokken op een gladvederige, zijdevederige of krulveerstructuur. Het eigewicht is circa 15 tot 35 gram. Een Seramahen is meerdere keren per jaar broeds.  Ringmaten zijn 11mm voor een haan en 10 mm voor een hen.

### Gewicht
De Serama is het kleinste kippenras ter wereld. Gewoonlijk weegt een Serama niet meer dan 500 gram, maar vooral in Maleisië worden er vogels gefokt die minder dan 250 gram wegen.

### Typische kenmerken
- Een volle borst die hoog wordt gedragen.
- De kop staat in een S-vorm achter de borst.
- Ook de staart wordt hoog gedragen waardoor men een V-vormig silhouet krijgt.
- Verticale vleugels die net de grond niet raken.
- De poten zijn lang en geel.
- Meestal hebben de hanen een kam met vijf tanden.
- Een zeer tam en vertrouwelijk karakter.
- Het volume van het gekraai van een haan is maar 1/3 tegenover een ander ras

## Verzorging
De Serama, en dan zeker de Maleisische types, zijn erg gevoelig voor koude en vochtigheid. Ze hebben een goed droog hok en schuilplaats voor de regen nodig als ze buiten worden gehouden. 's Winters zitten ze dan ook meestal in de garage of het tuinhuis om te overleven, één dag koude kan al genoeg zijn om het diertje de volgende dag dood aan te treffen. En hoe kleiner hoe gevoeliger ze hiervoor zijn. Grote Serama’s van minimaal 450 gram zijn redelijk goed bestand tegen lage temperaturen.